# NGC 442
NGC 442 é uma galáxia espiral (S0-a) localizada na direcção da constelação de Cetus. Possui uma declinação de -01° 01' 14" e uma ascensão recta de 1 horas, 14 minutos e 38,6 segundos.
A galáxia NGC 442 foi descoberta em 21 de Outubro de 1886 por Lewis A. Swift.